# Oxacis trirossi
Oxacis trirossi is een keversoort uit de familie schijnboktorren (Oedemeridae). De wetenschappelijke naam van de soort is voor het eerst geldig gepubliceerd in 1964 door Arnett.